# Роберт Брюс Мерріфілд
Роберт Брюс Мерріфілд (англ. Robert Bruce Merrifield, 15 липня 1921, Форт-Уерт, Техас — 14 травня 2006, Кресскілл, Нью-Джерсі) — американський біохімік, лауреат Нобелівської премії з хімії (1984) за запропоновану ним методологію хімічного синтезу на твердих матрицях.

## Біографія
Американський біохімік Роберт Брюс Мерріфілд народився у Форт-Уерт (штат Техас). Він був єдиним сином у сім'ї Лоурен (Льюкас) Мерріфілд і Джорджа Мерріфілд. За два роки після його народження родина Мерріфілд переїхала до Каліфорнії і в період Великої депресії 30-х рр. продовжувала часто переїжджати з місця на місце, тому що батько Мерріфілда (продавець меблів) постійно шукав роботу. Мерріфілд одного разу підрахував, що він відвідував близько 40 шкіл, перш ніж його родина осіла в Монтебелло (штат Каліфорнія). Тут, навчаючись у середній школі, майбутній вчений зацікавився хімією. Тут же він, займаючись у шкільному астрономічному клубі, сконструював невеликий телескоп.
Закінчивши в 1938 р. середню школу, Мерріфілд вступив до Джуніор-коледжу в Пасадені, але наступного року перейшов до Каліфорнійського університету в Лос-Анджелесі, де почав вивчати хімію. Одночасно він підробляв у лабораторії Макса Данна, де в цей час синтезували дегідроксифенілаланін — амінокислоту, яка бере участь у передачі нервових імпульсів і застосовується для лікування хвороби Паркінсона. Отримавши в Каліфорнійському університеті в 1943 р. ступінь бакалавра, Мерріфілд протягом року працював хіміком у Науково-дослідному фонді Філіпа Р. Парка, а потім знову повернувся в університет. Стипендія від «Анхейзер-Буш інкорпорейшн» дозволила йому продовжити навчання: Мерріфілд вступив до аспірантури. Пізніше, працюючи асистентом-дослідником в медичній школі Каліфорнійського університету в Лос-Анджелесі (1948 — 1949), Мерріфілд вивчав дріжджові пурини і піримідини і розробив систему біологічного якісного аналізу для перевірки того, як вони сприяють зростанню бактерій. (Пурини і піримідин являють собою циклічні азотні органічні основи, які входять до складу біологічно важливих сполук — таких, як нуклеотиди і нуклеїнові кислоти). Після того як в 1949 р. Мерріфілду була присуджена докторська ступінь з хімії, він був призначений асистентом-біохіміком в Рокфеллерівському інституті медичних досліджень (тепер це Рокфеллерівський університет) у Нью-Йорку. У цьому інституті вчений залишався до кінця своєї наукової кар'єри. Він став тут науковим співробітником (1953), потім ад'юнкт-професором (1958) і, нарешті, повним професором (1966).

## Наукова діяльність
У 1953 р. Мерріфілд зайнявся хімією білків. «Білки — це ключові компоненти всіх живих організмів, — пояснював він згодом. — Усі ферменти, які є каталізаторами біологічних реакцій, і багато з гормонів, що їх регулюють — білки. Якщо ми хочемо зрозуміти і навчитися контролювати те, що відбувається в організмі, ми повинні перш за все дізнатися про склад, структуру і функції кожного окремо взятого білка».
У 1959 р. Мерріфілд записав у своєму дослідницькому блокноті: «Потрібен швидкий, кількісний, автоматизований метод синтезу довгих пептидних ланцюгів». Він виходив з того, що якщо перша амінокислота формується нерозчинним носієм, то небажані побічні продукти і реагенти можуть вимиватися з реакційної посудини після кожної стадії, а пептид, що зростає залишається при цьому незачепленим. Якщо це так, то кінцевий вихід продукції значно збільшився б. А коли процес синтезу завершиться, кінцевий пептид може бути відділений від свого носія і очищений звичайними методами. За підтримки Ділворті Вуллі з Рокфеллерівського інституту Мерріфілд присвятив наступні три роки розробці досконалішого методу синтезу пептиду.
Найефективнішим носієм для першої амінокислоти виявився полімер стиролу і дивінілбензолу. У 1962 р. Мерріфілд повідомив, що у відносно короткий період часу новий метод, названий твердофазним пептидним синтезом, забезпечив великий вихід штучних пептидів — майже 100 відсотків передбаченої кількості. Застосувавши цей метод, Мерріфілд і його колеги синтезували нонапептидний (який складається з 9 амінокислот) гормон брадикінін — сильнодіючий засіб, що викликає розширення судин. Наступним їх завданням полягало в конструюванні апарату, здатного автоматизувати пептидний синтез. Працюючи разом з помічником Джоном Стюартом в підвалі свого будинку та за сприяння Нілса Джернберга з майстерні з виготовлення апаратури при Рокфеллерівському інституті, Мерріфілд в 1965 р. створив першу працюючу модель автоматизованого пристрою для твердофазного пептидного синтезу. Це пристрій являв собою контейнер для амінокислот і реагентів — реакційну посудину з автоматичними впускним і випускним клапанами і програмним механізмом, який регулював послідовність процесу.
За допомогою сконструйованого апарату Мерріфілд і його колеги синтезували декілька пептидних гормонів, включаючи брадикінін, окситоцин і ангіотензин (октапептід, який регулює артеріальний тиск). Вони також отримали білок інсулін (що містить 51 амінокислоту у двох ланцюгах) всього лише за 20 днів, у той час як раніше цей процес займав кілька місяців. Супротивники нової технології скаржилися, що отримані з її допомогою пептидні продукти не були чистими. Визнаючи, що проблема чистоти існувала з самого початку їх роботи над дослідженням пептидного синтезу, Мерріфілд віддав перевагу прагматичному підходу в «використанні найкращих з доступних в наш час[коли?] методів синтезу, ізоляції та характеристики продуктів реакції». «Удосконалення в методах розділення з'являються постійно, — говорив він. — І те, що сьогодні здається недосяжним, завтра може опинитися на диво простим». Проблему очищення продукту реакції незабаром допомогла вирішити розробка методу високоефективної рідинної хроматографії.
У 1969 р. разом з Берндом Гуттеном Мерріфілд завершив перший успішний синтез ферменту рибонуклеази, що зустрічається в природі. Рибонуклеаза, послідовність чергування амінокислот в якій була встановлена Станфорда Муром і Уїльямом Х. Стайн в 1960 р., була предметом досліджень у Рокфеллерівського інституті вже понад 30 років. Метод Мерріфілд передбачав здійснення 369 хімічних реакцій і 11931 окремих стадій, для чого було потрібно кілька тижнів безперервної роботи твердофазного синтезатора.
Розроблена технологія Мерріфілда твердофазного синтезу, яку ні він сам, ні Рокфеллерівського університет ніколи не патентувати, широко застосовується в інших інститутах і комерційних лабораторіях для отримання пептидних гормонів, нейропептидів, токсинів, білкових факторів росту, антибіотиків, нуклеотидів та нуклеїнових кислот. Найчастіше ця технологія використовується при синтезі пептидів, що містять до 50 амінокислот.
Дружина Елізабет Мерріфілд (до шлюбу Ферлонг), що працювала в лабораторії вченого в Рокфеллерівському університеті, застосовувала автоматизовану твердофазну технологію, досліджуючи можливість синтезу білка інтерферону. Інтерферон, що містить 166 амінокислот, може служити цінних терапевтичним засобом для лікування вірусних захворювань і пухлин.

## Нагороди
У 1985 р. Мерріфілд був нагороджений Нобелівською премією з хімії за запропоновану ним методологію хімічного синтезу на твердих матрицях. «Абсолютно новий підхід Мерріфілда до органічного синтезу створив нові можливості в області пептидного-білкової хімії та хімії нуклеїнових кислот, — сказав Бендт Ліндберг у вступній промові від імені Шведської королівської академії наук. — Він значною мірою стимулює розвиток біохімії, молекулярної біології, медицини та фармакології, а також має велике практичне значення для розробки нових лікарських препаратів і для генної інженерії».